# Vierländerin-Brunnen

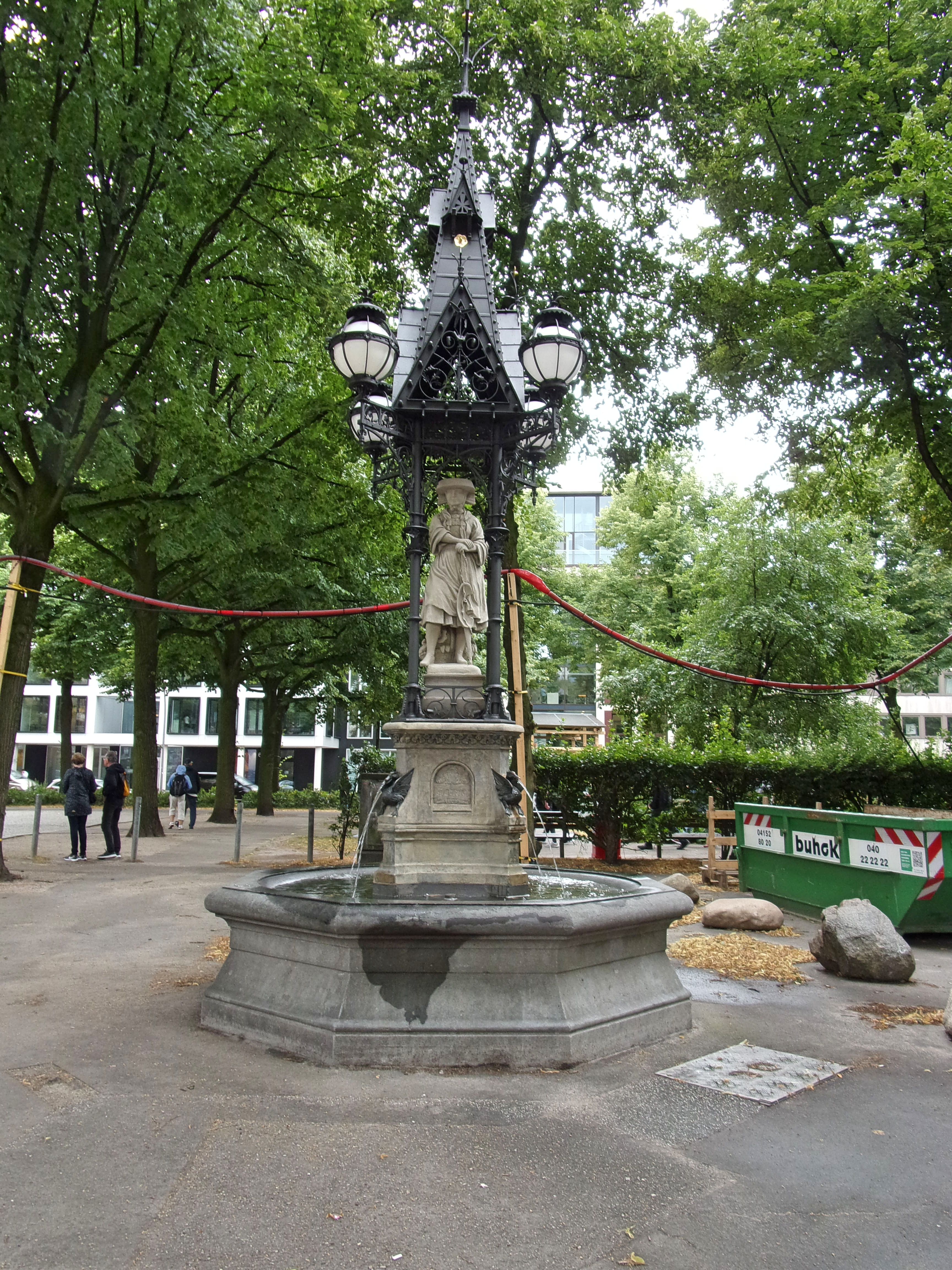
Der Vierländerin-Brunnen (2019)

Der Vierländerin-Brunnen (nach dem ursprünglichen Standort auch Meßberg-Brunnen) ist ein denkmalgeschützter Brunnen, der heute auf dem Hopfenmarkt in Hamburg-Altstadt steht.

## Geschichte

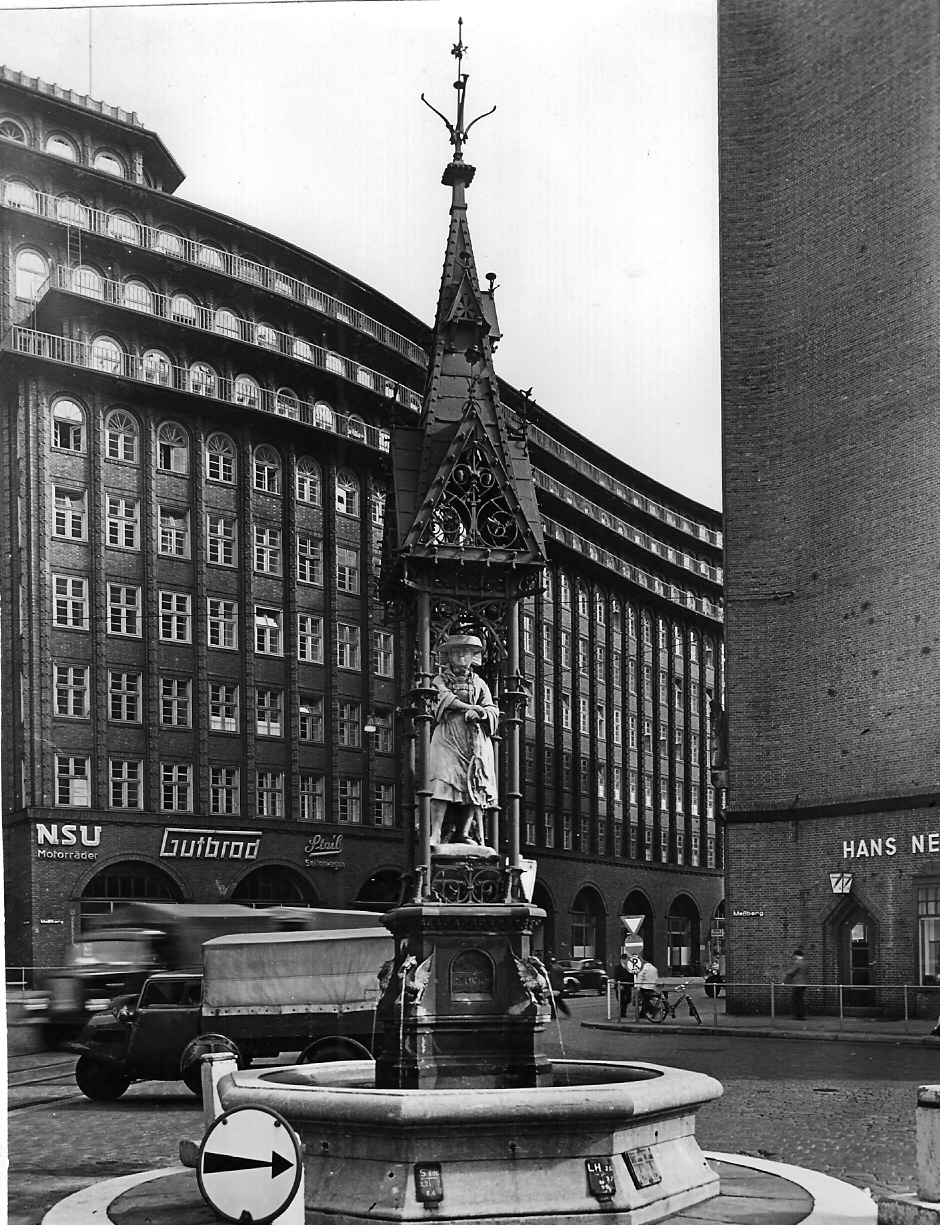
Am alten Standort Meßberg (1953)

Der Brunnen entstand 1878 nach Plänen von Franz Andreas Meyer; die Statue wurde von Engelbert Peiffer angefertigt. Der Brunnen stand zunächst auf dem Meßberg, später bei den Großmarkthallen an der Amsinckstraße. Im Zweiten Weltkrieg wurde der Brunnen stark beschädigt. 1953 erfolgte eine Restaurierung von Sockel, Baldachin und Statue. Die Figur erhielt dabei einen neuen Kopf aus Cottaer Sandstein. 1975 wurde der Brunnen schließlich auf dem Hopfenmarkt aufgestellt. Aufgrund starker Korrosion des Brunnendachs und des eisernen Gestells rief die Stiftung Denkmalpflege Hamburg im Januar 2013 zu Spenden für eine Sanierung des Brunnens auf. Auch die Figur und das Brunnenbecken sah die Stiftung dabei als sanierungsbedürftig an.

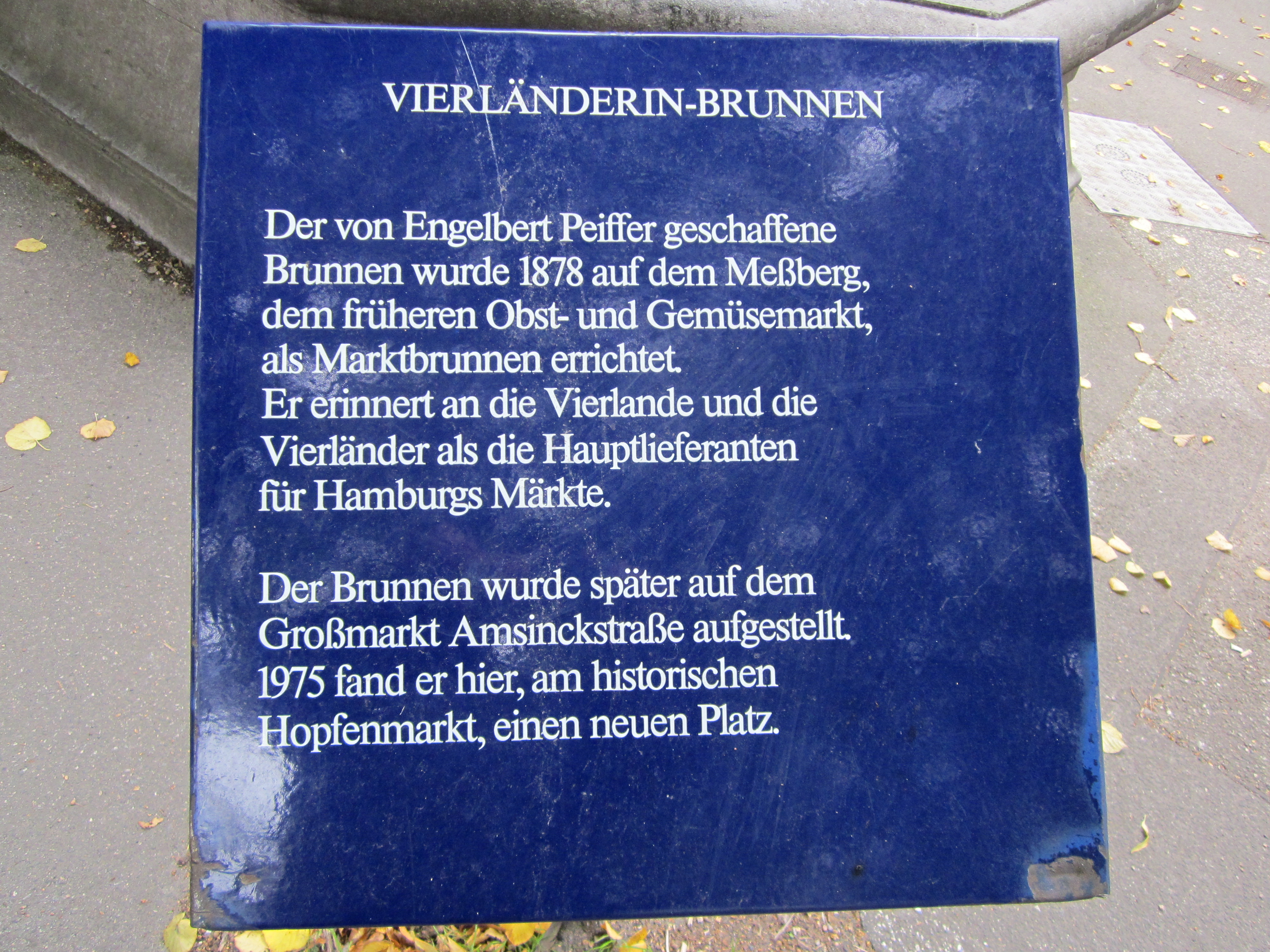
Informationstafel am Brunnen

Mit einer kleinen Feier der Stiftung Denkmalpflege am 27. Juni 2019 vor Ort wurde die Restaurierung des Vierländerin-Brunnens abgeschlossen. Auch das Wasser fließt wieder.

## Beschreibung
Der steinerne, verzierte, achteckige Sockel des Aufbaus steht in einem Brunnenbecken. Auf dem Sockel sitzen vier wasserspeiende Enten, die aus Bronze gefertigt sind. Im Brunnenbecken steht die Statue einer jungen Vierländerin in landestypischer Tracht. Sie stützt sich auf ein Joch, hinter ihr findet sich zu ihren Füßen ein Gemüsekorb. Die Figur steht unter einem gusseisernen Baldachin, der im neugotischen Stil gestaltet ist. Der Baldachin ist mit einer Dachhaube mit Dreiecksgiebeln und einer Turmspitze überdacht. Die Öffnungen der Dreiecksgiebel sowie die Dachhaube sind mit Blüten verziert, die Giebelöffnungen mit Voluten versehen. An den vier Ecken der Dachhaube ist jeweils eine Lampe an einem Befestigungsarm angebracht.
Der Brunnenaufbau ist nahezu vollständig erhalten. Er wurde in traditionellen Schmiedetechniken hergestellt.
Der steinerne Statuensockel trägt um seine vier Seiten herum verteilt die Inschrift: „Am Markt lernt man die Leute kennen“.